# Museo diocesano (Alghero)
Il Museo diocesano d'arte sacra di Alghero (in catalano algherese, Museu diocesà d'art sacre) è situato nel centro storico della città, nelle immediate vicinanze della cattedrale di Santa Maria. Inaugurato il 30 giugno 2000, è chiuso a tempo indeterminato.

## Aree tematiche
L'esposizione all'interno del museo, che ha sede nell'ormai sconsacrata chiesa del Rosario intra mœnia, è suddivisa in sei aree tematiche:
- argenti
- dipinti
- sculture lignee
- ebanisteria
- materiale lapideo
- bronzi